# Olaf Guthfrithson
Olaf Guthfrithson av Northumbria, död 941, var en engelsk monark. Han var kung av Kungariket Jorvik (kung av Södra Northumbria och York) 939–941. 